# Межфаланговые суставы
Межфала́нговые суста́вы кисте́й и стоп (лат. articulationes interphálangeae mánuum et pédium) — представители типичных блоковидных сочленений, расположены между головкой и основанием соседних фаланг, позволяют производить сгибание и разгибание вокруг фронтальной оси. Вспомогательные связки (лат. ligaménta collaterália), фиксирующие сустав, расположены по бокам сустава. Суставные капсулы свободные, прикрепляются по краям суставных хрящей, укреплены спереди ладонными и по бокам коллатеральными связками (лат. ligaménta collaterália).

## Кисть
Межфаланговые суставы кисти (лат. articulatio interphálangeae mánus):
- межфаланговый сустав (между проксимальной и дистальной фалангами) большого пальца (I) кисти и
- межфаланговые суставы (между проксимальной и промежуточной и промежуточной и дистальной фалангами) указательного (II), среднего (III), безымянного (IV) пальцев и мизинца (V).

Кровоснабжение: глубокая ладонная артериальная дуга. Венозный отток в глубокие вены кисти, затем в локтевые, лучевые и межкостные вены.
Лимфоотток: по глубоким лимфатическим сосудам в лимфатические узлы (лат. nódi lymphátici cubitáles).
Иннервация капсул суставов осуществляется ветвями: локтевого, лучевого и срединного нервов.

## Стопа
Межфаланговые суставы стопы (лат. articulatio interphálangeae pédis):
- межфаланговый сустав (между проксимальной и дистальной фалангами) I пальца стопы и
- межфаланговые суставы (между проксимальной и промежуточной и промежуточной и дистальной фалангами) II, III, IV и V пальцев стопы.

Устройство межфаланговых суставов стопы не отличается от подобных сочленений кисти. К особенностям строения относится часто встречающееся сращение дистальной и средней фаланги V пальца.
Кровоснабжение: ветвями артерии стопы и глубокой сети стопы бассейна дорзальной артерии стопы (лат. artéria dorsális pédis). Венозный отток осуществляется в глубокие вены нижней конечности: переднюю и заднюю большеберцовые лат. vv. tibiáles antérior et postérior и вену голени лат. v. peronéa.
Лимфоотток: по глубоким лимфатическим сосудам в лимфатические узлы (лат. nódi lymphátici poplítei).
Иннервация капсул суставов осуществляется ветвями: среднего и латерального подошвенных нервов (лат. nn. plantáres mediális et laterális) и поверхностного и глубокого нервов голени (лат. nn. peronéi superficiális et profúndus).

## Изображения

Схема скелета кисти человека.
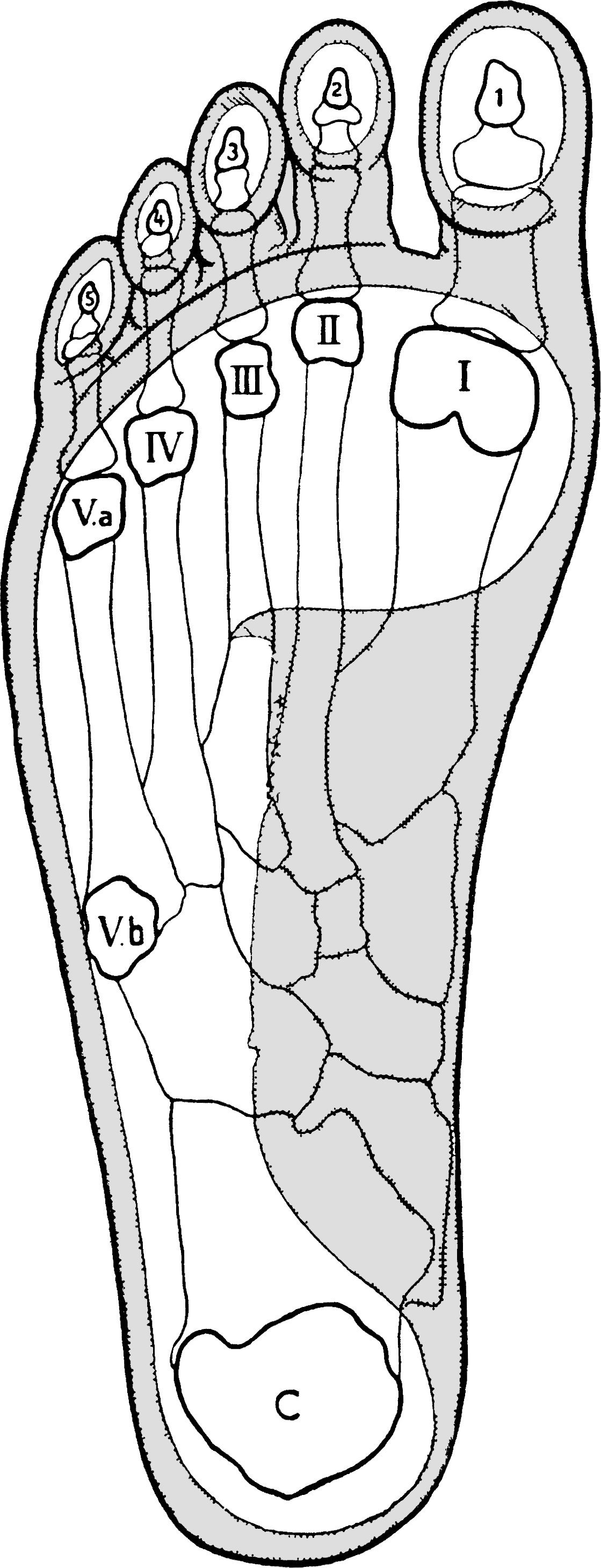
Схема скелета стопы человека.
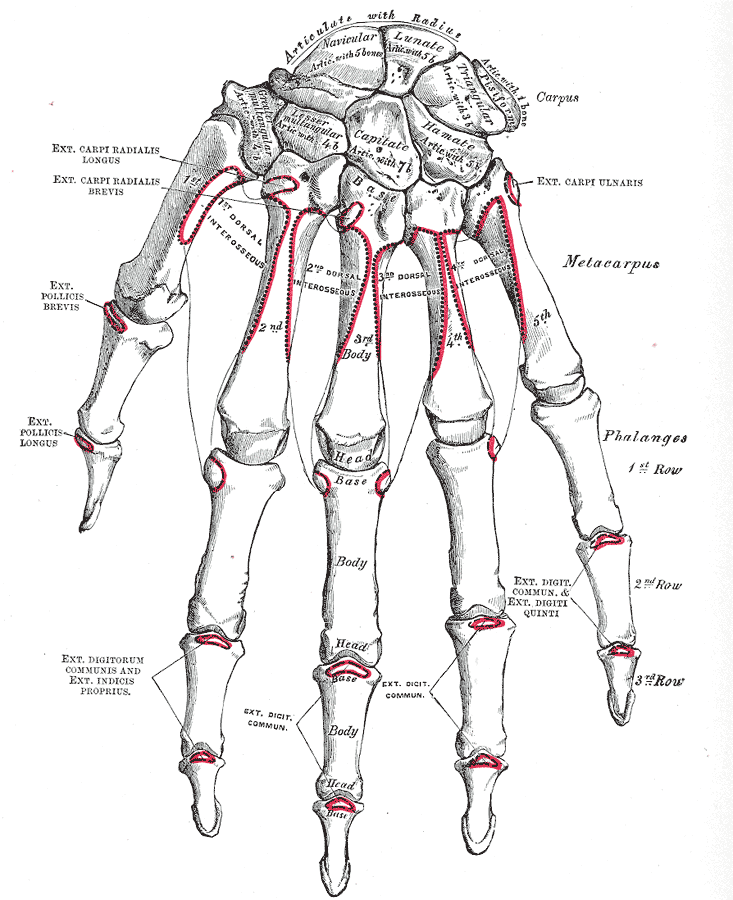
Тыльная (дорзальная) поверхность левой кисти человека.
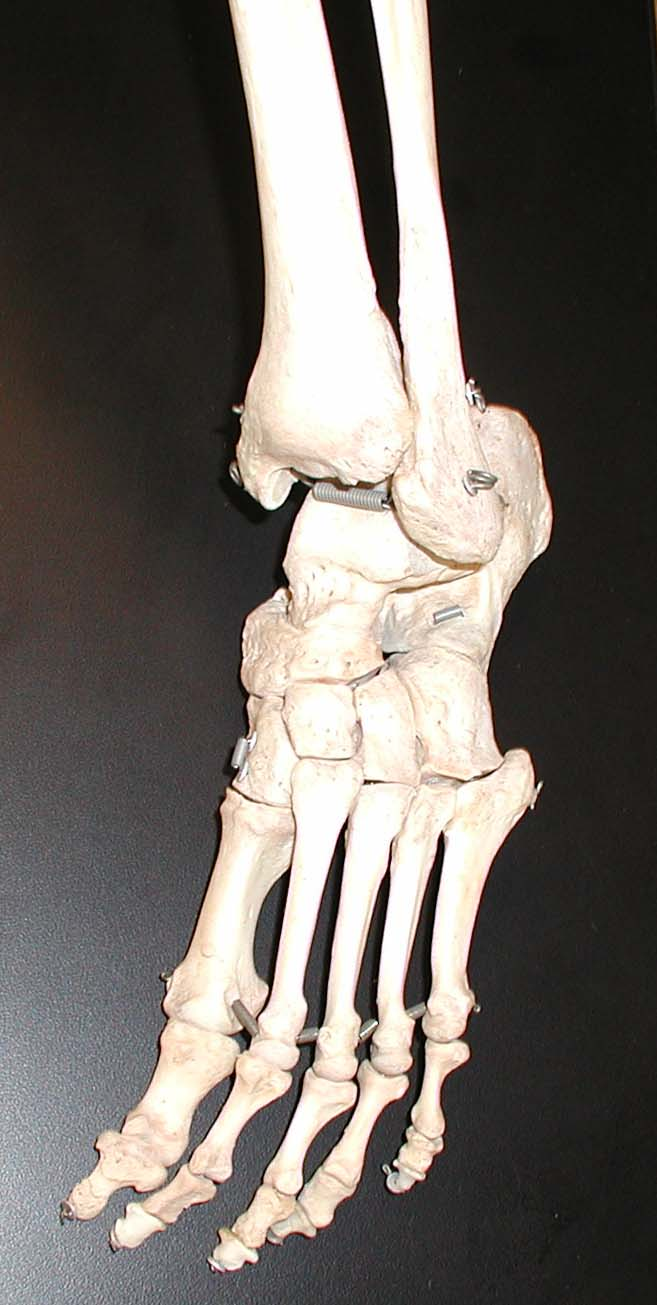
Фаланги пальцев левой стопы человека.